# Sparassis crispa
Sparassis crispa (Wulfen) Fr., fungo commestibile dalla curiosa forma a cavolfiore; specie rara.

## Descrizione della specie

### Corpo fruttifero
Il carpoforo (in questo caso il termine più specifico di cappello sarebbe assai improprio) è ampio da 10 a 50 cm ed alto da 10 a 20 cm, di color crema o giallognolo, è composto da fitte lamine ondulate ed arricciate dal profilo più scuro.

### Gambo
Assai corto e concolore al cappello.

### Carne
Bianca, elastica e fibrosa.
- Odore: fungino.
- Sapore: dolce, un po' di nocciole.

### Spore
Le spore sono ovali e tendenti al rotondo con evidente apicolo.

## Distribuzione e habitat
Parassita di tronchi di conifere ed in particolare di Pinus. Autunno, rara e pertanto sconsigliata per uso alimentare.

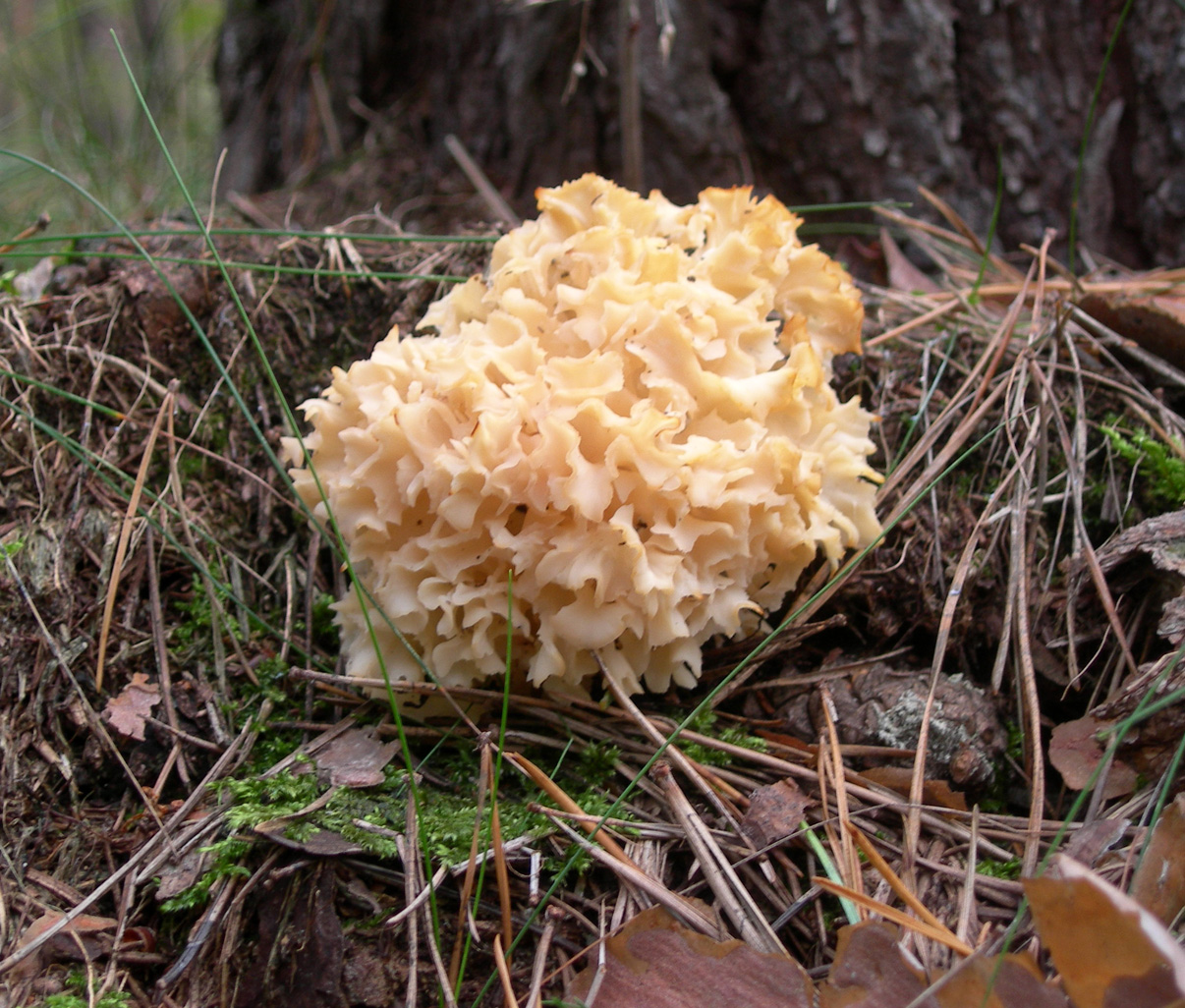
Esemplare di S. crispa

## Commestibilità
Per la rarità dei ritrovamenti, si raccomanda di non raccoglierla per l'uso alimentare.